# Zero 70
Zero 70 è il primo album raccolta ufficiale del cantautore italiano Renato Zero, pubblicato nel 1997.

## Il disco
La doppia raccolta contiene noti brani del cantautore romano estratti dagli album pubblicati negli anni 70, dal primo No! Mamma, no! (1973) fino a EroZero (1979).
Contiene, inoltre, i due brani presenti nel singolo Non basta, sai/In mezzo ai guai, il primo pubblicato dal cantautore nel 1967, e Una merenda di fragole, scritto nel 1975 e fino a quel momento non inserito in alcun album del cantante romano.

## Tracce
CD 1
1. In mezzo ai guai - 2:59
2. Non basta sai - 3:09
3. Paleobarattolo - 3:11
4. No! Mamma no! - 4:06
5. Ti bevo liscia - 2:55
6. Nell'archivio della mia coscienza - 3:33
7. Inventi - 3:28
8. Tu che sei mio fratello - 3:56
9. Una merenda di fragole - 1:52
10. Motel (grand hotel) - 4:29
11. Madame - 3:45
12. Un uomo da bruciare - 3:28
13. Scegli adesso oppure mai - 4:21
14. Mi vendo - 4:15
15. Sgualdrina - 3:16
16. Il cielo - 4:15
17. Vivo - 3:54

durata: 57:52
CD 2
1. Manichini - 3:23
2. Morire qui - 3:36
3. La favola mia - 4:21
4. Triangolo - 4:38
5. Sesso o esse - 4:23
6. Sbattiamoci - 3:44
7. Sogni di latta - 4:33
8. Il carrozzone - 4:35
9. La tua idea 3:23
10. Baratto - 4:19
11. Periferia - 4:25
12. Grattacieli di sale - 3:24
13. Rh negativo - 3:08
14. Arrendermi mai - 4:28
15. Uomo no - 4:41

durata: 61:01

## Classifiche
| Classifica (1997) | Posizione massima |
| ----------------- | ----------------- |
| Italia            | 4                 |

### Classifiche di fine anno
| Classifica (1997) | Posizione |
| ----------------- | --------- |
| Italia            | 77        |